# Lewisian
Das Lewisian ist eine Abfolge hochgradig metamorpher Gneise im Grundgebirge des Hebriden-Terrans.

## Etymologie
Das Lewisian, englisch Lewisian complex oder auch Lewisian gneiss, wurde nach der Insel Lewis in den Äußeren Hebriden benannt.

## Allgemeines

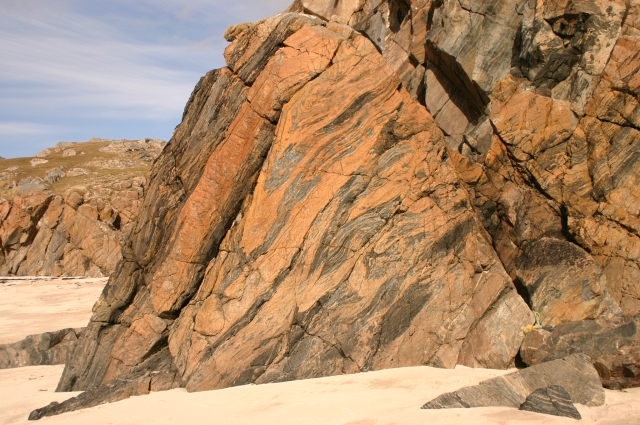
Verwitterter Gneis des Lewisians, 5 Kilometer nordwestlich von Lochinver

Die Gesteine des Lewisians stammen aus dem Archaikum und dem Paläoproterozoikum, ihr Alter bewegt sich zwischen 3000 und 1700 Millionen Jahren BP. Sie bilden das Grundgebirge, auf dem die Sedimente der Torridonian Supergroup und der Moine Supergroup abgelagert wurden. Das Lewisian besteht vorwiegend aus Gneisen granitischer Zusammensetzung, untergeordnet kommen auch suprakrustale Gesteine vor. Das Lewisian wurde auch in die Kaledonische Orogenese mit einbezogen und bildet das Hangende vieler Überschiebungen aus dem Spätstadium dieser Gebirgsbildung.

## Vorkommen

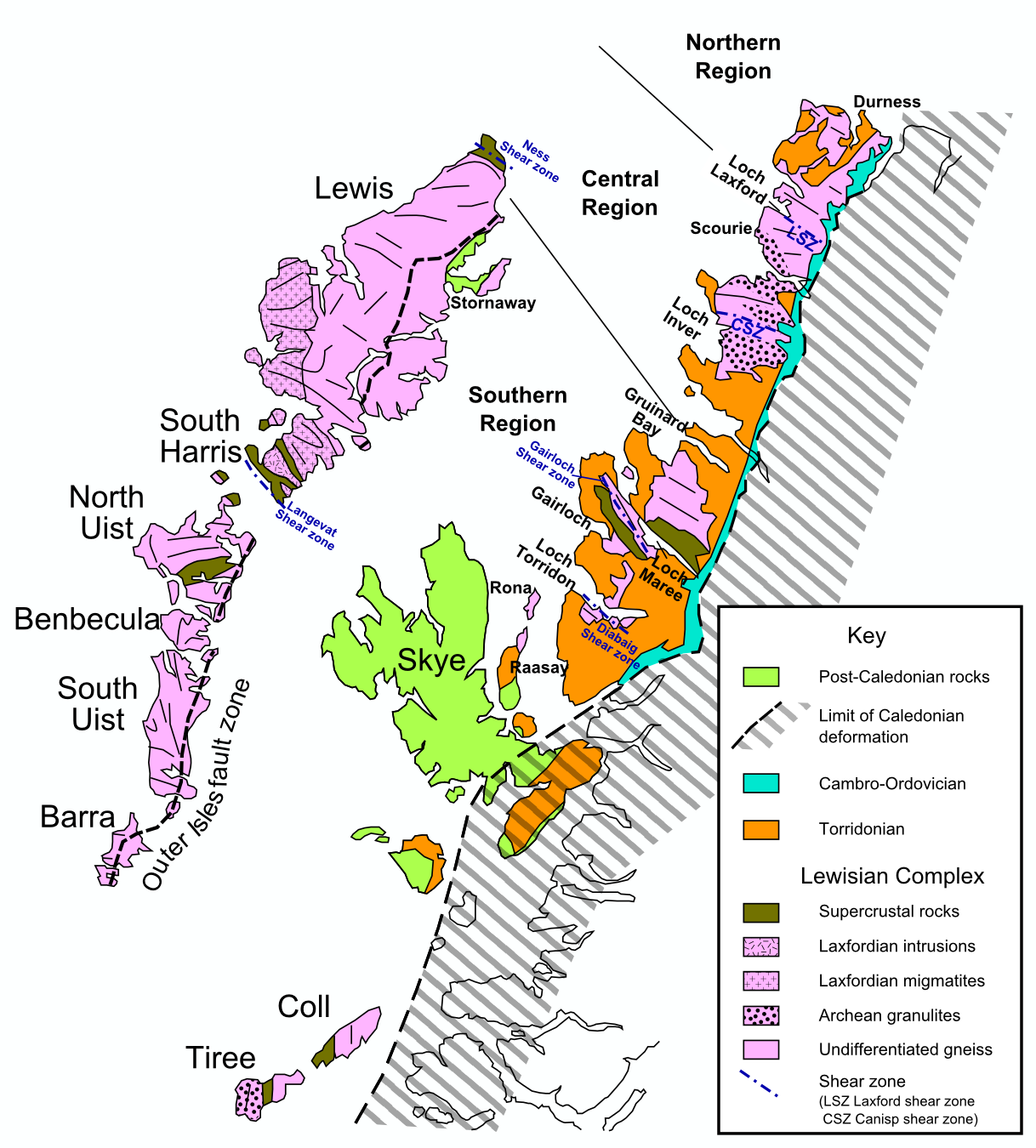
Geologische Karte des Hebriden-Terrans mit Verbreitung des Lewisians

Die Gesteine des Lewisians sind auf den Inseln der Äußeren Hebriden aufgeschlossen, unter anderem auf der Insel Lewis, der eponymen Typlokalität. Gleichwohl sind sie auf mehreren Inseln der Inneren Hebriden anzutreffen. Auf dem gegenüber liegenden Festland bilden sie einen zirka 20 Kilometer breiten Streifen, der sich von Cape Wrath im Norden bis zum Loch Torridon im Süden erstreckt. Ihre Gegenwart auf dem Meeresboden im Minch und unter paläozoischer und mesozoischer Sedimentbedeckung westlich von Shetland konnte durch Magnetfeld-Messungen, Flach- und Erdölbohrungen nachgewiesen werden.
Vergleichbare Grundgebirgsgesteine, die jetzt allgemein als Lewisian betrachtet werden, kommen an der Basis der Moine Supergroup vor. Auch hier sind die diskordanten Verhältnisse oft sehr gut aufgeschlossen. Das Lewisian setzt sich demnach in Südostrichtung mindestens bis an die Great Glen Fault fort. Granitische Gneise paläoproterozoischen Alters, die dem Lewisian stark ähneln, bilden den so genannten Rhinns-Komplex, der auf Islay und Colonsay im Süden der Inneren Hebriden ansteht. Die Grundgebirgsgesteine auf Inishtrahull an der Nordküste Donegals sowie im County Mayo in Irland (der Annagh-Gneiskomplex) dürften ebenfalls noch zum Lewisian gerechnet werden.

## Forschungsgeschichte

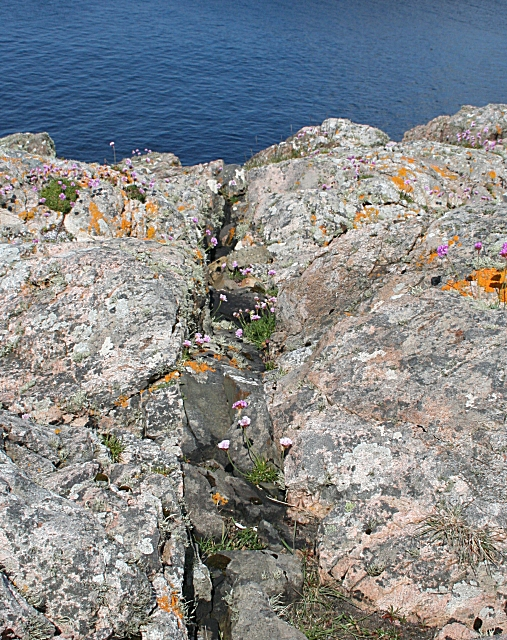
Unverformter, doleritischer Scourie dyke durchlägt das Lewisian, 1600 Meter westlich von Scourie

Die erste umfassende wissenschaftliche Untersuchung des Lewisians stammt aus dem Jahr 1907. Sie bildete Teil eines Memoirs des British Geological Survey über den strukturellen Aufbau der Northwest Highlands.
Eine noch ältere Arbeit aus dem Jahr 1888 geht auf Peach u. a. zurück.
Aufbauend auf die Arbeit von 1907 interpretierten 1951 John Sutton und Janet Watson die metamorphe und tektonische Entwicklung des Lewisians als eine Abfolge diskreter, im Gelände erkennbarer Gebirgsbildungsphasen. So benutzten sie einen doleritischen Gangschwarm – die Scourie dykes – als Markierung, um ein Scourian, das älter als die Gänge war, von einem jüngeren Laxfordian abzutrennen, welches die Gänge deformierte und metamorphosierte. Neuere Geländestudien, Arbeiten über Metamorphose und radiometrische Altersdatierungen haben ihre Ausgangshypothese bestätigt und ihre chronologische Einteilung weiter verfeinert.

## Lewiasian auf dem schottischen Festland

### Scourian
Ältester Teil des Lewisians sind archaische Gneise, die im Zeitraum 3000 bis 2700 Millionen Jahre BP gebildet wurden. Diese Gneise des Scourians stehen im Zentralteil des Lewisians auf dem schottischen Festland an. Lithologisch bestehen sie vorwiegend aus gebänderten, grauen Gneisen mit charakteristischer granodioritischer, tonalitischer oder trondhjemitischer Zusammensetzung. Es handelt sich somit um Orthogneise, Paragneise metasedimentären Ursprungs sind hingegen relativ selten.
Die Ausgangsgesteine des Scourians sind überwiegend granitischer Natur, untergeordnete mafische und ultramafische Gesteine verleihen den Gneisen jedoch einen bimodalen Charakter. Unterschiede in ihrem Entstehungsalter sowie in der anschließenden tektono-metamorphen Evolution lassen auf dem Festland drei verschiedene Krustenblöcke vermuten.

#### Badcallian
Das so genannte Badcallian stellt im zentralen Krustenblock die prinzipielle Metamorphose dar. Sie erreichte die hochgradigen Bedingungen der Granulit-Fazies und wird auf 2750 Millionen Jahre BP datiert. Im nördlichen Krustenblock fehlen Anzeichen für Granulitfazies. Im südlichen Krustenblock wird das Badcallian örtlich auf 2730 Millionen Jahre BP datiert.

#### Inverian
Das tektono-metamorphe Ereignis des Inverians folgt auf die granulitfazielle Metamorphose des Badcallians, ist aber älter als die Intrusion der Scourie dykes. Pegmatite, die nach dem Badcallian zwischen 2490 und 2480 Millionen Jahren BP aufdrangen, wurden vom Inverian wahrscheinlich zwischen 2480 und 2420 Millionen Jahren BP verformt. Ihre Deformation wurde von einer retrograden, amphibolitfaziellen Metamorphose begleitet, vergleichbar mit dem später folgenden Laxfordian. Leider ist es nicht immer möglich, das Badcallian vom Inverian eindeutig auseinanderzuhalten. Im zentralen und im südlichen Krustenblock konnten Scherzonen erkannt werden, die während des Inverians gebildet worden waren, darunter beispielsweise die Canisp Shear Zone.

#### Scourie dykes

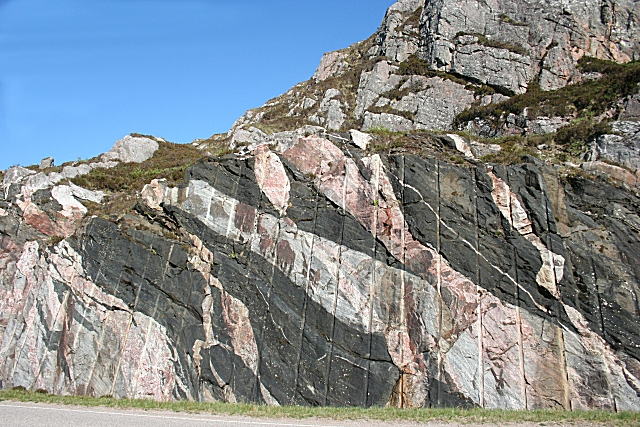
Jetzt als Amphibolitschiefer vorliegende Scourie dykes durchschneiden Graugneise des Scourians. Beide Einheiten wurden während des Laxfordians tektonisiert und später von Granitadern durchsetzt. Straßenaufschluss an der A 838 nördlich von Laxford Bridge

Die Scourie dykes sind ein mafischer Gangschwarm, der die Gneisbänderung des Scourians durchdringt und daher jüngeres Alter als die Gneisbildungsprozesse haben muss. Das absolute Alter lässt sich jedoch wegen späterer Metamorphose und tektonischer Verformungen nur schlecht bestimmen. Die einzigen verlässlichen radiometrischen Alter wurden im zentralen Krustenblock mit rund 2400 Millionen Jahren BP gewonnen. Gänge, die in kühlere Krustenbereiche aufgedrungen waren, lieferten nur ein Alter von 2000 Millionen Jahren BP. Dies dürfte auch das Alter von Lagergängen in der Loch Maree Group sein. Einige der Hauptgänge sind offensichtlich auch in wärmere Krustenabschnitte intrudiert. Geochemisch sind die Scourie dykes überwiegend Quarz-führende Dolerite, sie können aber auch als Gangäquivalente von Olivin-haltigen Gabbros, Noriten und Bronzit-Pikriten auftreten.

#### Laxfordian
Das Laxfordian war ursprünglich wegen der in den Scourie dykes beobachteten Verformung und Metamorphose ausgeschieden worden. Im Laxfordian lässt sich ein frühes Ereignis, das älter als 1700 Millionen Jahre BP ist und sich durch die Retromorphose des Scourians von der Granulit- zur Amphibolit-Fazies auszeichnet, und ein spätes Ereignis mit Retromorphose bis zur Grünschiefer-Fazies unterscheiden. Das späte Ereignis enthält teilweise Alter, die zur Grenville-Orogenese zu rechnen sind (d. h. um 1100 Millionen Jahren BP liegen). Das frühe Ereignis steht vor allem mit Scherzonen in Verbindung, in denen deformierte Scourie dykes als Amphiboliteinschübe in überarbeiteten Gneisen auftreten. Die ursprüngliche mineralogische Zusammensetzung der Gänge hat sich hierbei selbst an nicht deformierten Stellen zu einem amphibolitfaziellen Mineralbestand verändert. Im nördlichen und im südlichen Krustenblock werden Strukturen des frühen Ereignisses von Graniten und Pegmatiten durchsetzt, die mit 1700 Millionen Jahren BP datiert wurden.

### Loch Maree Group
Die suprakrustalen Gesteine der Loch Maree Group sind im südlichen Krustenblock in zwei Gebieten (am Loch Maree und bei Gairloch) anstehend. Die Gruppe ist aus Metasedimenten mit zwischengelagerten Amphiboliten hervorgegangen. Diese Amphibolite werden als Metavulkanite gedeutet, in welche mafische Lagergänge eingedrungen waren. Die Gesteine sind wahrscheinlich um 2000 Millionen Jahren BP abgelagert worden, abzulesen anhand detritischer Zirkone, deren Alter sich aus archaischen und paläoproterozoischen Komponenten zusammensetzt.

## Lewisian der Äußeren Hebriden

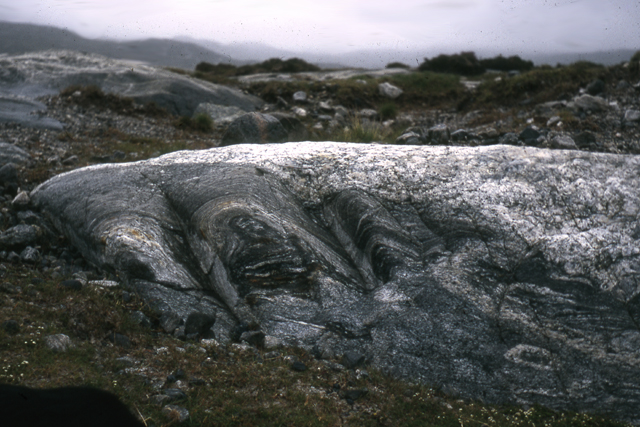
Verfaltete Gneise des Lewisians auf Harris

Das Lewisian der Äußeren Hebriden wird zum Großteil von Gneisen des Scourians gebildet, welche anschließend von Graniten intrudiert wurden. Die durch das Laxfordian bewirkten Veränderungen am Gesteinsverband waren aber derart umfangreich, dass nur wenig ursprüngliche Kruste des Scourians überlebt hat. Als Scourie dykes interpretierte Amphibolitlagen sind im Vergleich mit dem Festland wesentlich seltener. Dafür sind auf den Äußeren Hebriden die suprakrustalen Gesteine mit ungefähr 5 % der Gesamtoberfläche weitaus häufiger. Ihre Beziehung zum Grundgebirge des Scourians ist aber noch nicht restlos geklärt.

### Plutonische Gesteine von South Harris
Die Plutonischen Gesteine von South Harris bestehen überwiegend aus Anorthosit und Metagabbro, Tonalitgneise und Pyroxen-führende Granulitgneise sind selten. Sie sind in die suprakrustalen Gesteine von Leverburgh und Langevat eingedrungen. Die Intrusion erstreckte sich über den Zeitraum 2200 bis 1900 Millionen Jahre BP, wie radiometrische Datierungen zeigen. Dies ist in etwa zeitgleich mit dem Bildungsalter der Loch Maree Group. Der Ness-Anorthosit an der Nordostspitze von Lewis ist ebenfalls mit Metasedimenten assoziiert und weist ein vergleichbares Sm-Nd-Modellalter von 2200 Millionen Jahren BP auf. Es ist gut möglich, dass die plutonischen Körper von South Harris und Ness einst zusammenhingen und erst durch die Verformungen des Laxfordians auseinandergezogen und voneinander getrennt wurden.

### Metasedimente von Langevat und Leverburgh
Die beiden Metasediment-Gürtel von Langevat und Leverburgh flankieren die plutonischen Gesteine von South Harris. Es handelt sich hier um die größten Metasediment-Vorkommen der Äußeren Hebriden. Radiometrische Datierungen konnten diesen Gesteinen ein paläoproterozoisches Alter zuweisen, in etwa vergleichbar mit dem Alter der Loch Maree Group. In welchem Verhältnis diese Metasedimente zu den Grundgebirgsgneisen des Scourians stehen steht ebenfalls noch nicht fest.

### Verwerfungszone der Outer Isles
Die Verwerfungszone der Outer Isles erstreckt sich über die Gesamtlänge der Äußeren Hebriden, d. h. rund 200 Kilometer. Ihr Einfallswinkel beträgt 20 bis 30° nach Ostnordost. Die Gesteine innerhalb der Verwerfungszone haben einen langen und komplexen Bewegungsablauf hinter sich, wobei Verwerfungsbrekzien, Mylonite und selbst Pseudotachylite entstanden und somit Bewegungen in sehr unterschiedlichen Krustentiefen dokumentieren.

## Vorkommen des Lewisians innerhalb der Moine Supergroup
Gneisvorkommen innerhalb der Moine Supergroup sind dem Lewisian oft sehr ähnlich, obwohl sie mehrfach überprägt wurden. Es bestehen aber durchaus wichtige Unterschiede. So zeigt das größte dieser Vorkommen, der Glenelg-Attadale-Inlier, Anzeichen von eklogitfazieller Metamorphose. Erfasst wurden die beiden innerhalb des Fensters aufgeschlossenen Decken, die während des Paläoproterozoikums (um 1700 Millionen Jahre BP) bzw. während der Grenville-Orogenese (um 1100 Millionen Jahre BP) im Zuge der Krustenverdickung angelegt worden waren.